# Cais Mauá
El Muelle Mauá (en portugués: Cais Mauá) es una sección del puerto fluvial de la ciudad de Porto Alegre, Brasil. Sus características especiales hicieron que sea declarado patrimonio histórico nacional y municipal. El Cais Mauá se ubica en el Canal de los Navegantes, siendo parte del Delta del Yacuí estando aguas arriba del lago Guaíba.

## Historia
La importancia histórica del Cais Mauá reside en el hecho de que su construcción fue el resultado de un gran esfuerzo conjunto entre el gobierno y la sociedad de Río Grande del Sur, que trabajaron a principios del siglo XX para modernizar la capital e impulsar la economía. El proyecto del muelle fue innovador en términos de higiene, funcionalidad y estética.
El complejo no se construyó de una sola vez sino por etapas, empezando por el primer tramo del muelle que da a la Praça da Alfândega, que data de 1911-1913. El pórtico central y los almacenes A y B datan de entre 1919 y 1922. Los demás almacenes datan de 1917 a 1927, y el edificio DEPREC no apareció hasta 1947.
Las características singulares de su construcción también justificaron la protección del complejo. La estructura de los almacenes A1, A2, A3, A4, A5, B1, B2 y B3 está formada por piezas metálicas de hierro remachado fabricadas por la empresa francesa Daydé y ensambladas in situ. La estructura está rellena de mampostería de ladrillo macizo. La luz libre es de unos 20 metros y la longitud de cada almacén es de unos 90 metros. Los almacenes, con sus tejados a dos aguas, crean un ritmo arquitectónico continuo de gran belleza. Con una sola planta, la altura del techo oscila entre siete y diez metros. La sede de DEPREC es un edificio de seis plantas, y su estilo es un ejemplo de la transición del eclecticismo al art déco. La estructura del edificio es de mampostería portante con vigas y suelos de hormigón, y las paredes están revestidas de yeso.
El pórtico central y los almacenes A y B fueron declarados patrimonio histórico por el IPHAN en 1983, y la protección se reforzó con la catalogación municipal del resto del complejo en 1996, incluidas las grúas de manipulación de carga que se desplazan sobre rieles metálicos en la base de la estructura de la cubierta, las enormes grúas a lo largo del muelle y el pavimento de granito.

## Revitalización
El Cais Mauá lleva años en el centro de una gran polémica por su proyecto de revitalización. La zona está protegida y se concesionó a un grupo privado para su desarrollo pero el gobierno rescindió el contrato tras diez años sin avances. El diálogo entre los poderes públicos y la sociedad tampoco ha sido productivo y el proyecto ha sido duramente criticado por un nutrido grupo de expertos, estudiantes y profesores de la UFRGS, el Instituto de Arquitectos de Brasil sección RS, el Observatorio de la Metrópolis, parlamentarios de la Asamblea Legislativa y del Ayuntamiento y otros activistas del patrimonio, que defienden una propuesta de revitalización centrada en la preservación de su función pública y cultural, en contra de la especulación inmobiliaria y comercial, la elitización, la gentrificación y la fragmentación urbana.